# Web of Night
「Web of Night」（ウェブ・オブ・ナイト）は、2004年7月28日にリリースされたT.M.Revolutionの19枚目のシングル。発売元はエピックレコード。

## 概要
- 映画『スパイダーマン2』日本版テーマソングに使用され、累計売上は5.5万枚（オリコン調べ）を記録した[1]。
- 日本語版と英語版が収録されており、ミュージック・ビデオも日本語版・英語版両方が存在する。
- 英語版は、本作のリリース以前に『スパイダーマン2』のサウンドトラックに収録されている。
- この曲が縁で、同年アメリカで行われた『スパイダーマン2』のワールドプレミア試写会に招待された。紋付袴を着てレッドカーペットを歩く様子がワイドショー等でも取り上げられ、話題となった。
- テレビやライブで演奏される際は基本的に英語版が歌われ（「転生降臨之章」等の一部のライブのみ日本語版）、ベスト・アルバム『1000000000000』にも英語版が収録された。
- パチスロ『スパイダーマン2』にてビッグボーナス中に、この曲のインストバージョンが流れる。『スパイダーマン3』では一定の条件を満たしたビッグボーナスで本人歌唱バージョンが流れる。

## 収録曲
1. Web of Night
作詞：井上秋緒　作曲・編曲：浅倉大介
出版社：ソニー・ミュージックアーティスツ
2. Tears Macerate Reason (dedicated to SPIDERMAN2)
作詞：西川貴教　作曲：浅倉大介　編曲：井上鑑
出版社：ソニー・ミュージックアーティスツ
3. Web of Night (English Version)
作詞：井上秋緒　英語訳詞:Lynne Hobday　作曲・編曲：浅倉大介
出版社：ソニー・ミュージックアーティスツ

## 収録アルバム
- vertical infinity（#1、#3）
  - #1は「Japanese Album Version」、#3は「English Album Version」として収録。
- 1000000000000（#3）